# Parque nacional de Nxai Pan
El Parque nacional de Nxai Pan es un espacio protegido con el estatus de parque nacional en el noreste del país africano de Botsuana, que se basa en la región conocida como Nxai Pan, que es una de las salinas de Makgadikgadi Pan.
Este parque está considerado para su inclusión en el Área de Conservación Transfronteriza del Kavango -Zambeze. En los últimos años debido a las fuertes lluvias, las salinas se pueden llenar de agua temporalmente. El parque nacional está situado en el borde noreste del desierto de Kalahari, a una altitud de 900 metros sobre el nivel del mar.